# Bettles
Bettles ist ein Ort mit dem Status einer City in der Yukon-Koyukuk Census Area in Alaska. Das U.S. Census Bureau hatte bei der Volkszählung 2020 eine Einwohnerzahl von 23 ermittelt.

## Geographie
Bettles befindet sich südlich der Brookskette am linken Flussufer des Koyukuk River auf einer Höhe von 197 m. Bettles liegt etwa 290 km nordwestlich der Stadt Fairbanks. In Bettles befindet sich ein Flugplatz. In direkter Nachbarschaft von Bettles befindet sich nördlich der Ort Evansville. 

## Geschichte
In den späten 1890er Jahren wurde am rechter Flussufer des Koyukuk River unterhalb der Einmündung des John River der ursprüngliche Ort (⊙) gegründet. Bettles entstand während der Zeit des Goldrausches und wurde nach Gordon C. Bettles benannt, der dort 1898 einen Handelsposten und ein Postamt errichtete. Ab 1930 erschien Bettles beim U.S. Census als „unincorporated village“. Während des Zweiten Weltkriegs wurde in der Nähe ein Flugplatz gebaut. Ein Großteil der Einwohner zog zu diesem. Dort entstand in der Folge der Ort Evansville. 1985 wurde ein Teil von Evansville abgetrennt und bildet seither das heutige Bettles mit dem Status einer City. Der ursprüngliche Ort, „Old Bettles“, wurde spätestens 1997 aufgegeben. Es stehen noch einzelne verlassene Häuser.

## Demografie
Zum Zeitpunkt der Volkszählung im Jahre 2020 (U.S. Census 2020) hatte Bettles 23 Einwohner auf einer Landfläche von 4,05 km². Von den Einwohnern waren 17 weiß sowie 4 amerikanisch-indianischer Abstammung.
Beim Census im Jahr 2000 wurden 43 Einwohner gezählt, 2010 waren es 12.